# Once (album)
Once je peti studijski album finske simfonične metal skupine Nightwish, izdan 7. junija  2004.

## Seznam pesmi
1. "Dark Chest of Wonders" - 4:28
2. "Wish I Had an Angel" - 4:03
3. "Nemo" - 4:36
4. "Planet Hell" - 4:39
5. "Creek Mary's Blood" - 8:29
6. "The Siren" - 4:45
7. "Dead Gardens" - 4:26
8. "Romanticide" - 4:57
9. "Ghost Love Score" - 10:00
10. "Kuolema Tekee Taiteilijan" - 3:34
11. "Higher Than Hope" - 5:35